# 安中忠雄
安中 忠雄（あんなか ただお、1905年12月27日 - 1999年8月17日）は、日本の内務・厚生官僚、政治家。宮崎県知事。

## 来歴
新潟県出身、東京帝国大学卒。1928年内務省に入省。厚生省大臣官房会計課長を経て1945年宮崎県知事（官選）に就任。
1947年に知事が公選となったのに伴い、初の知事選挙に出馬。一位の二見甚郷が法定得票数に届かず、二見との決選投票となったが、二見の公職追放により無投票当選した。知事を1期務めた後1951年に郷里・新潟県の知事選に鞍替え出馬するが落選。翌1952年の総選挙において新潟2区から自由党公認で立候補したが落選。1959年に返り咲きを目指して再度宮崎県知事選に出馬するも黒木博に敗れた。